# Parád, Heves
Parád  este un sat în districtul Pétervására, județul Heves, Ungaria, având o populație de 2.155 de locuitori (2011). 

## Demografie
Componența etnică a satului Parád
     Maghiari (90,36%)
     Romi (7,69%)
     Necunoscut (0,9%)
     Alții (1,05%)
Componența confesională a satului Parád
     Romano-catolici (54,06%)
     Fără religie (12,2%)
     Reformați (2,97%)
     Necunoscută (29,28%)
     Alte religii (2,23%)
Conform recensământului din 2011, satul Parád avea 2.155 de locuitori. Din punct de vedere etnic, majoritatea locuitorilor (90,36%) erau maghiari, cu o minoritate de romi (7,69%). Apartenența etnică nu este cunoscută în cazul a 0,9% din locuitori.  Din punct de vedere confesional, majoritatea locuitorilor (54,06%) erau romano-catolici, existând și minorități de persoane fără religie (12,2%) și reformați (2,97%). Pentru 29,28% din locuitori nu este cunoscută apartenența confesională.